# 渡島福島站
渡島福島站（日语：／ Oshima-fukushima eki */?）是位於北海道松前郡福島町字福島的北海道旅客鐵道（JR北海道）松前線的鐵路站。為急行列車「松前」的停車站。在1988年停用。

## 車站構造
島式月台，但只是使用單邊，1面1線。不可列車交會。

## 車站週邊
- 國道228號
- 福島町政廳
- 福島町青函隧道記念館
- 橫鋼之里福島道之驛
- 福島郵局
- 江差信用金庫福島分店
- 福島町立福島小學
- 福島町立福島中學

## 历史
- 1942年（昭和17年）11月1日 - 開設為日本國有鐵道之車站。一般站。
- 1982年（昭和57年）11月15日 - 貨物起卸服務停止。
- 1984年（昭和59年）2月1日 - 行李起卸服務停止。
- 1987年（昭和62年）4月1日 - 因國鐵分割民營化，本站成為北海道旅客鐵道的車站。
- 1988年（昭和63年）2月1日 -  松前線停運，本站也成為廢站。

## 相鄰車站
北海道旅客鐵道
松前線
千軒－渡島福島－白符

## 相關項目
- 日本鐵路車站列表